# Štěrbů louka
Štěrbů louka je přírodní památka poblíž městyse Lhenice v okrese Prachatice. Chráněné území se nalézá na k severovýchodu ukloněném svahu asi 450 m severozápadně od vesnice Vadkov, jedné z místních částí zmíněného městyse. Oblast spravuje Agentura ochrany přírody a krajiny ČR. Důvodem ochrany je vlhká louka se vzácnou květenou.

## Galerie

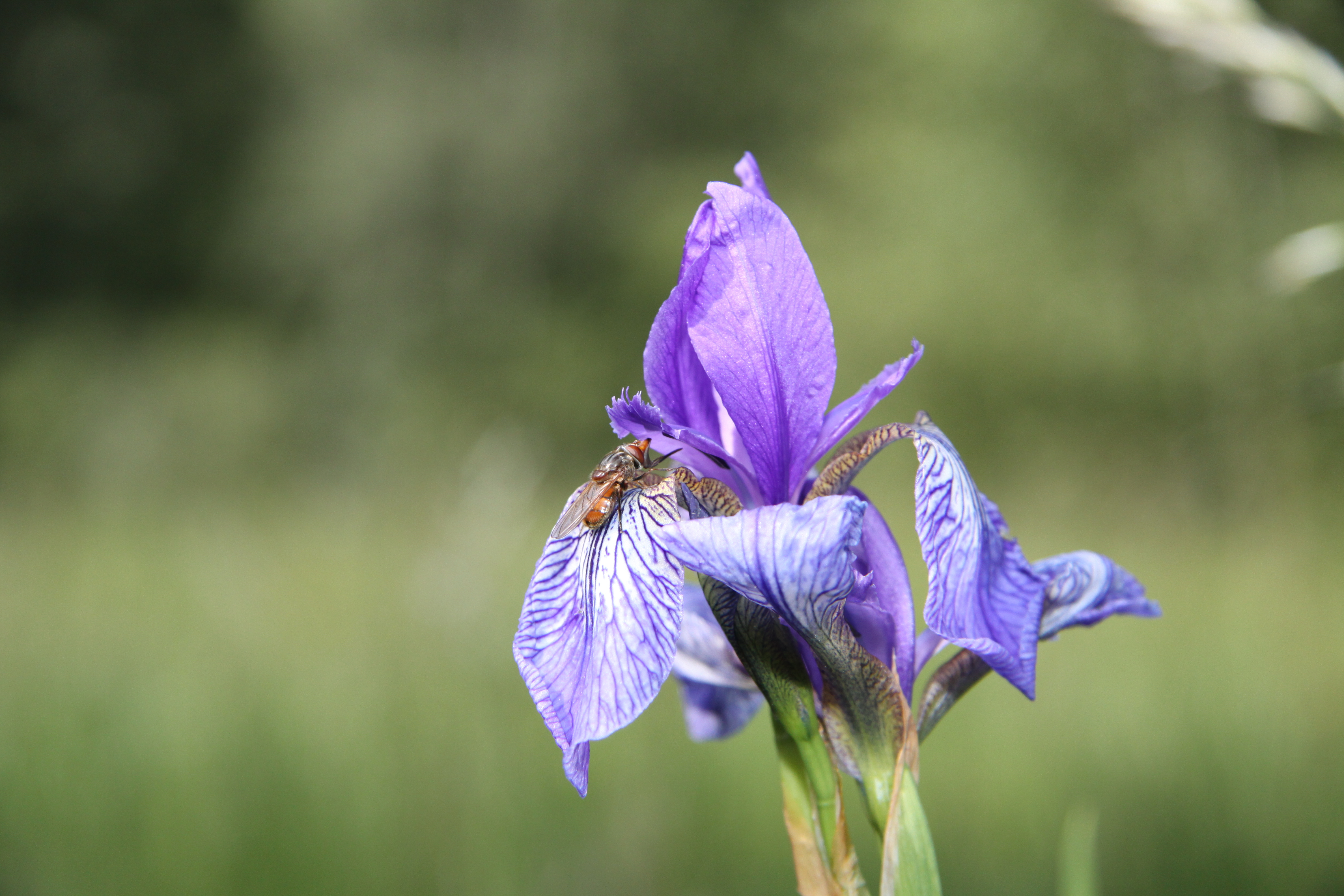
Hmyz opylující kosatec sibiřský
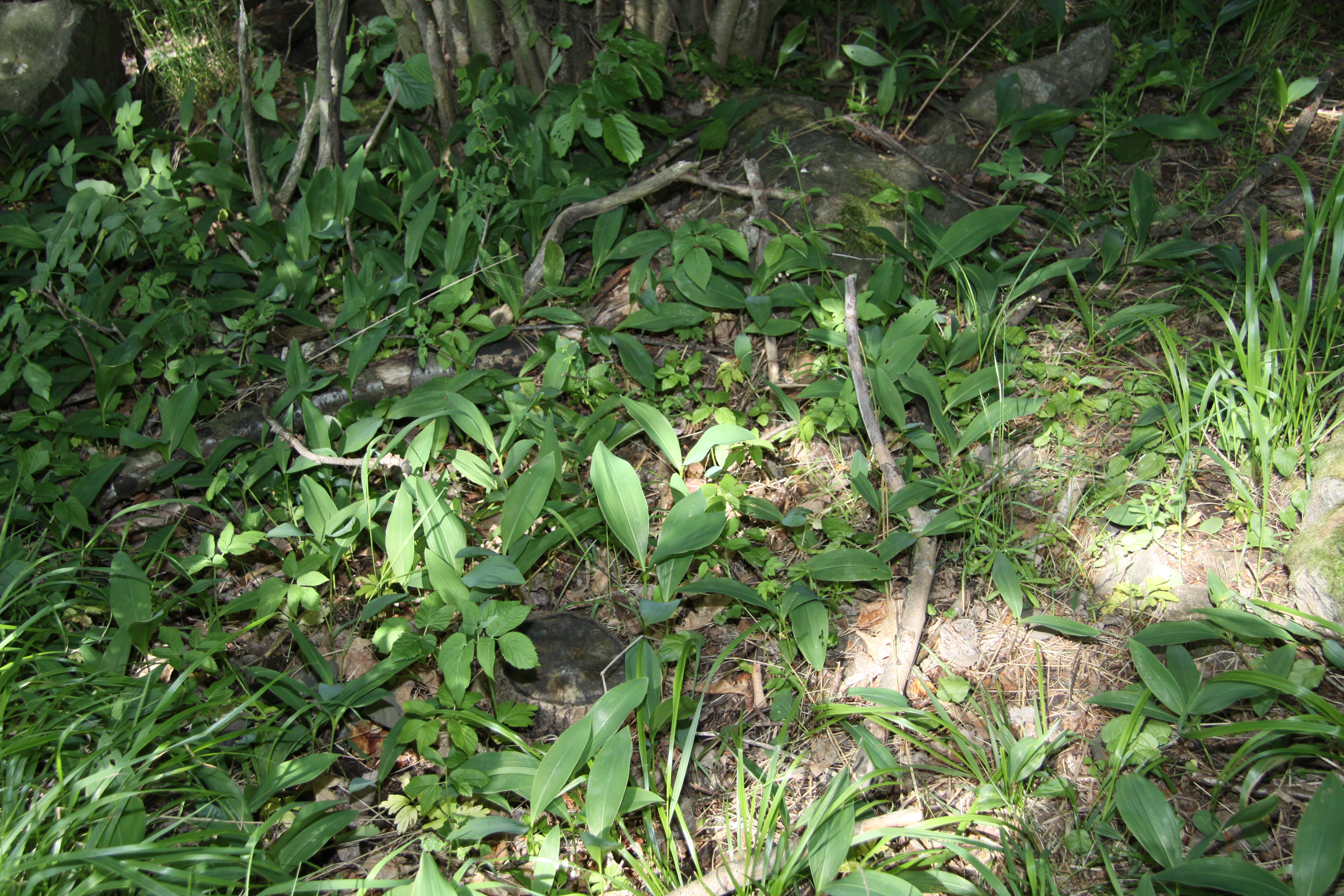
V oblasti roste konvalinka vonná
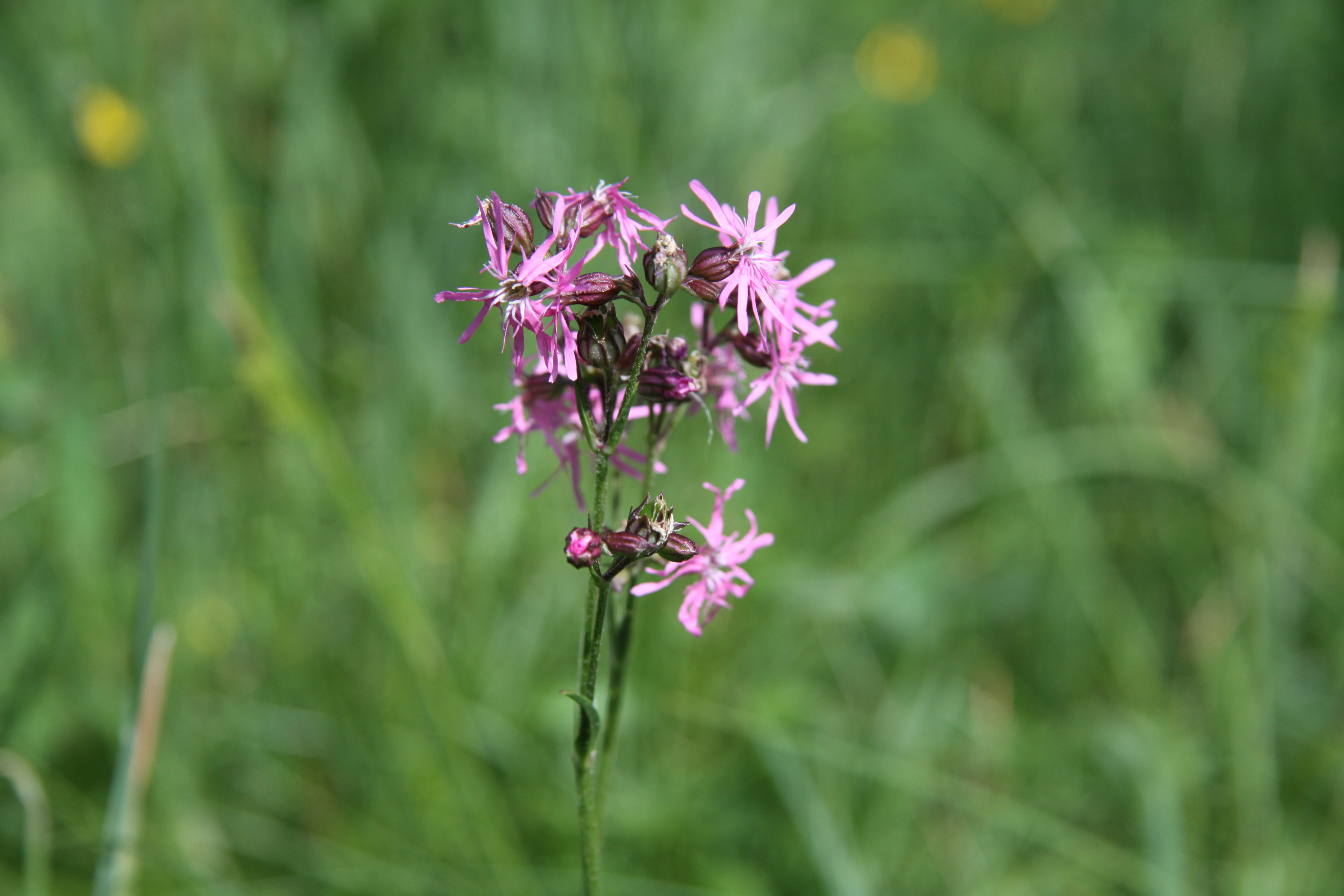
Kohoutek luční
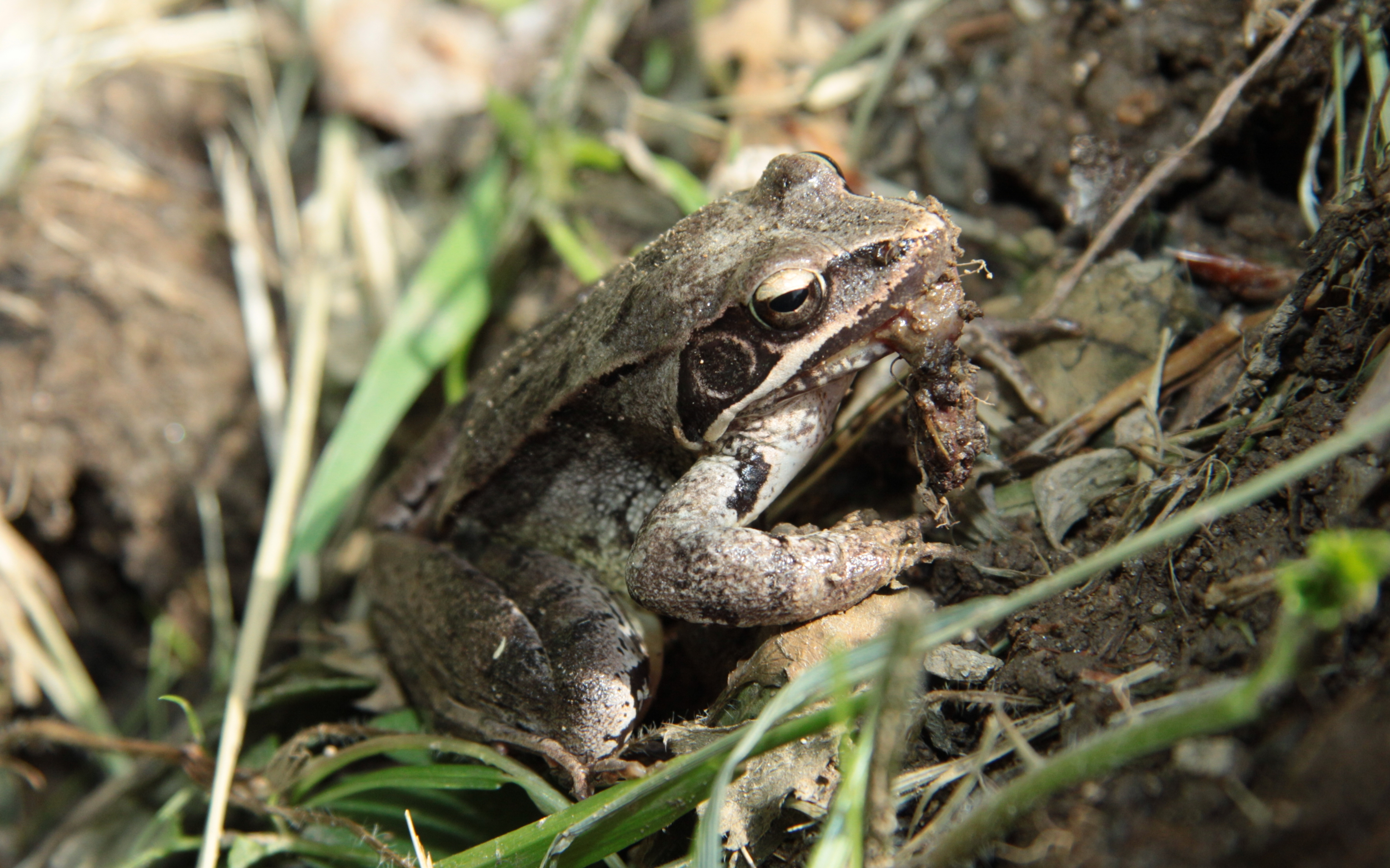
Skokan hnědý na území lokality